# Simplicibracon curticaudis
Simplicibracon curticaudis är en stekelart som beskrevs av Maeto 1991. Simplicibracon curticaudis ingår i släktet Simplicibracon och familjen bracksteklar. Inga underarter finns listade i Catalogue of Life.